# Helina bigoti
Helina bigoti är en tvåvingeart som beskrevs av Malloch 1934. Helina bigoti ingår i släktet Helina och familjen husflugor. Inga underarter finns listade i Catalogue of Life.